# Hrabstwo Crawford (Arkansas)
Hrabstwo Crawford (ang. Crawford County) – hrabstwo w stanie Arkansas w Stanach Zjednoczonych.
Obszar całkowity hrabstwa obejmuje powierzchnię 604.20 mil2 (1 565 km²). Według danych z 2010 r. hrabstwo miało 61 948 mieszkańców. Hrabstwo powstało 18 października 1820.  Hrabstwo należy do nielicznych hrabstw w Stanach Zjednoczonych należących do tzw. dry county, czyli hrabstw gdzie decyzją lokalnych władz obowiązuje całkowita prohibicja.

## Główne drogi
- Autostrada międzystanowa nr 40
- Interstate 540
- U.S. Highway 64
- U.S. Highway 71
- Highway 59
- Highway 60

## Sąsiednie hrabstwa
- Hrabstwo Washington (północ)
- Hrabstwo Madison (północny wschód)
- Hrabstwo Franklin (wschód)
- Hrabstwo Sebastian (południe)
- Hrabstwo Le Flore (południowy zachód)
- Hrabstwo Sequoyah (zachód)
- Hrabstwo Adair (północny zachód)

## Miasta i miejscowości
| - Alma - Cedarville - Chester | - Dyer - Kibler - Mountainburg | - Mulberry - Rudy - Van Buren |

## Religia
W 2010 roku 47,3% populacji hrabstwa jest członkami kościołów protestanckich, głównie: Południowej Konwencji Baptystów (22,4%), zielonoświątkowców (9,1%), Zjednoczonego Kościoła Metodystycznego (5,0%), bezdenominacyjnych (2,9%) i NAFWB (2,4%).
Jedynie 2,0% jest członkami Kościoła katolickiego, co sprawia, że jest piątą co do wielkości denominacją w hrabstwie.
Poza tym w hrabstwie obecni są: mormoni (0,98%) i świadkowie Jehowy (2 zbory).